# Ait Zineb
Ait Zineb (en àrab آيت زينب, Āyt Zīnab; en amazic ⴰⵢⵜ ⵣⵉⵏⴱ) és una comuna rural de la província de Ouarzazate, a la regió de Drâa-Tafilalet, al Marroc. Segons el cens de 2014 tenia una població total de 10.078 persones.